# Spielanalyse
Eine Spieleanalyse (von griech. ἀνάλυσις análysis „Auflösung“) ist eine Analyse des Spielverlaufs einer Sportart, oder eines Gesellschaftsspiels nach Spielende oder während einer Spielunterbrechung.
Die Spielanalyse dient sowohl zur rückblickenden Evaluation des Spiels, und somit zur Verbesserung der Taktik, Strategie und Herangehensweise einer Mannschaft, eines Einzelsportlers bzw. eines Trainerteams, als auch zur Aus- und Bewertung des jeweils aktuellen Spielstandes.

## Relevanz
Die umfassende Relevanz einer Spielanalyse zeigt sich in der voranschreitenden Wichtigkeit der Analyse, vor allem im professionellen Leistungssport. So wurde 2010 das „Institut für Spielanalyse“ in Potsdam gegründet. Besonders durch Entwicklung und Fortschritt im Bereich der Computertechnik können durch Künstliche Intelligenz Spielsimulationen für Prognosen durchgeführt und neue Strategien erschlossen werden (bspw. im Schach), oder durch Datenerhebung und Bewertung die Effizienz gesteigert werden.

## Spielanalyse im Fußball
„Fundierte Analysen des Internationalen Fußballs sind eine permanente Aufgabe des DFB“ So begründet der DFB, welcher besonderen Fokus auf Qualitätsmerkmale der Spieler und Mannschaften, und daraus zu schlussfolgernde Trainingsmethoden lege.
Die verwendeten Bewertungskriterien sind z. B. Statistiken über Ballbesitz, Torschüsse, oder Passgenauigkeit. Zu einem Teilgebiet der Spielanalyse zählt die Gegneranalyse, also die Analyse des Gegners.